# Test non parametrico
I test non parametrici sono quei test di verifica d'ipotesi usati nell'ambito della statistica non parametrica, vale a dire in cui non si assume una specifica distribuzione oppure sono basate su distribuzioni i cui parametri non sono specificati.
Come per i test parametrici, esistono diversi test in base alle ipotesi o al tipo di variabili considerate:
- Test binomiale, per variabili dicotomiche
- Test dei ranghi equivalenti di Moses
- Test dei run detto anche test di Wald-Wolfowitz o test delle sequenze
- Test dei segni
- Test dei segni per ranghi di Wilcoxon
- Test della mediana, per variabili ordinali
- Test di Budne
- Test di Freund-Ansari-Bradley
- Test di Friedman
- Test di Jonckheere, test di Jonckheere-Terpstra
- Test per la verifica che due campioni provengano da popolazioni con la stessa distribuzione
  - test di Kolmogorov-Smirnov, per variabili ordinali e la bontà dell'adattamento o per due campioni indipendenti
  - test di Girone, per due campioni di uguale ampiezza, con varianti proposte per superare tale limite
  - test di Cramer-von Mises, detto pure test di Fisz-Cramer-von Mises
  - test chi quadrato di Pearson, per la bontà dell'adattamento in presenza di variabili nominali, anche per k campioni indipendenti
  - test di Anderson-Darling
- Test di Kruskal-Wallis
- Test di Kuiper
- Test di Page
- Test di Siegel-Tukey
- Test di Theil
- Test di Wilcoxon-Mann-Whitney
- Test esatto di Fisher, per variabili dicotomiche e due campioni indipendenti
- Test Q, per l'identificazione e l'eliminazione di valori estremi
- Test Q di Cochran
- Test di McNemar
- Test di verifica della significatività del coefficiente C di Cramer
- Test di verifica della significatività del coefficiente di correlazione R per ranghi di Spearman
- Test di verifica della significatività del coefficiente di correlazione T per ranghi di Kendall
- Test di verifica della significatività del coefficiente di concordanza W di Kendall
- Test di verifica della significatività dell'indice di cograduazione di Gini
- Test del rapporto di verosimiglianza
- Test di associazione lineare
- Test di omogeneità marginale
- Test della somma dei ranghi bivariati (ingl.: bivariate rank sum test)
- Test di randomizzazione (o di rimescolamento o shuffling test)
- Kappa di Cohen, più che un test è un coefficiente statistico